# Paul Hundius
Paul Hundius (ur. 2 lutego 1889, zm. 15 sierpnia 1918) – niemiecki dowódca okrętów podwodnych Kaiserliche Marine. 18 sierpnia 1918 roku został pośmiertnie odznaczony najwyższym niemieckim odznaczeniem – Pour le Mérite.

## Początek służby
Paul Hundius wstąpił do szkoły kadetów Kaiserliche Marine w 1907 roku, w tym samym roczniku był Heino von Heimburg – kolejny późniejszy as podwodny. Szkolenie odbył na okręcie szkolnym SMS "Moltke".
21 kwietnia 1908 roku został mianowany na stopień Fähnrich zur See. Pierwszym przydziałem była służba na pancerniku "Pommern". 28 września 1908 roku otrzymał patent oficerski. Przez następny rok służył na krążowniku pancernopokładowym SMS „Hansa”. W marcu 1912 roku został przeniesiony jako oficer wachtowy na okręcie liniowym SMS "Lothringen". 27 września 1913 roku został awansowany do stopnia Oberleutnant zur See.

## I wojna światowa
W chwili przystąpienia Niemiec do I wojny światowej (1 sierpnia 1914) roku Paul Hundius służył na SMS "Lothringen". W lipcu 1915 roku został skierowany do odbycia szkolenia na okrętach podwodnych. Po niecałym roku otrzymał pierwszy przydział na stanowisko dowódcy SM UB-16, okrętu podwodnego typu UB I. 5 kwietnia 1915 roku zastąpił na tym stanowisku pierwszego dowódcę okrętu Hansa Valentinera.
W czasie pierwszych dwóch tygodni służby Hundiusa UB-16 zatopił dwa brytyjskie parowce. Pierwszym był „Robert Adamson” o pojemności 3091 BRT, zatopiony 10 kwietnia w odległości 3 mil morskich od latarniowca "Shipwash" podczas podróży z Dundee do Hawru. Drugim był wyprodukowany w 1903 roku parowiec „Tregantle” płynący z Galveston w Teksasie do Hull z ładunkiem zboża. 22 kwietnia w okolicach Lowestoft statek został zaatakowany i zatopiony, nikt z załogi nie poniósł śmierci. W sierpniu 1915 roku Hundius zatopił kolejne dwa statki, niewielkie norweskie parowce: 2 sierpnia „John Wilson” (798 BRT), a 24 „Velox” (312 BRT).
29 sierpnia Paul Hundus udał się na sześciotygodniowy urlop, po którym 13 października objął dowództwo nowo oddanego do służby okrętu podwodnego typu UC II – SM UC-47, którym dowodził przez rok. 8 października 1917 roku przekazał dowództwo Oberleutnantowi zur See Güntherowi Wigankowi. UC-47 pod jego dowództwem zatopił 49 statków o łącznej pojemności 63 058 BRT, 8 uszkodził (14 442 BRT) oraz jeden brytyjski niszczyciel HMS „Ghurka” (880 t).
Pierwszym zatopionym przez UC-47 statkiem był norweski parowiec „Modiva” o pojemności 1276 BRT. 31 stycznia 1917 roku 14 mil na południowy wschód od Flamborough Head w okolicach Hull płynący z ładunkiem węgla z West Hartlepool do Rouen statek wpadł na minę położoną przez UC-47, w wyniku uszkodzenia statek zatonął, zginęło trzech członków załogi. 8 lutego w czasie kolejnego patrolu w La Manche, w okolicach przylądka Dungeness, na postawioną przez UC-47 minę wszedł brytyjski niszczyciel HMS "Ghurka". Okręt zatonął, a z nim 74 członków załogi. Tego samego dnia około 8 mil od Hastings na minę postawioną przez UC-47 wszedł kolejny brytyjski parowiec "Lullington" (2816 BRT).
W czasie kolejnego patrolu – u wybrzeży Kornwalii oraz Bretanii w połowie marca 1917 roku. UC-47 w ciągu jednego dnia, 12 marca, zatrzymał i zatopił dwanaście brytyjskich kutrów rybackich. 14 kwietnia zatopił parowiec „Brika” (3549 BRT), płynący z ładunkiem cukru z Santiago de Cuba do Londynu. 16 marca u wybrzeży Francji przy wyspie Ushant, którędy przechodziły główne szlaki handlowe, ofiarami UC-47 stały się kolejne dwa statki: francuski żaglowiec „Sully” o pojemności 2649 BRT oraz włoski parowiec „Medusa” o pojemności 1274 BRT.
19 kwietnia 14 mil na południe od latarni morskiej Mine Head w okolicach Dungarvan, Irlandia, UC-47 zatopił brytyjski parowiec „Gold Coast”. Był to zbudowany w 1900 roku w Glasgow statek o pojemności 4255 BRT, który płynął z ładunkiem do Liverpoolu.
19 czerwca 30 mil na zachód od Bishops Rock UC-47 storpedował płynący z Newport News do Londynu z ładunkiem stali oraz żywności parowiec o pojemności 5525 BRT. W wyniku ataku okręt został poważnie uszkodzony, a śmierć poniosło 4 członków załogi.
16 lipca 1917 roku Paul Hundius został awansowany na Kapitänleutnanta i w tym samym czasie został odznaczony Orderem Rodu Hohenzollernów.
Ostatnim statkiem zatopionym przez Paula Hundiusa jako kapitana UC-47 był niewielki amerykański żaglowiec, zbudowany w 1882 roku w Portsmouth, „Annie F. Conlon”. Statek, który przewoził ładunek oleju z Nowego Jorku do Hawru, został zatrzymany 15 mil na południowy wschód od wysp Scilly. Próba zatopienia poprzez podłożenie ładunków nie udała się, ale statek został mocno uszkodzony i zatonął w czasie holowania.
Po kolejnym urlopie, który trwał od 9 października do 18 grudnia 1917 roku, Paul Hundius objął dowództwo przyjętego do służby 5 grudnia okrętu typu UB III – SM UB-103. Po przejściu cyklu szkoleniowego z nową załogą, 8 marca 1918 roku okręt został przydzielony do I U-Bootflottille Flandern. W ciągu 5 patroli UB-103 pod dowództwem Hundiusa zatopił 15 statków o łącznej pojemności 25 999 BRT. Największym był brytyjski parowiec "Anteros" o pojemności 4241 BRT, płynący po ładunek z Manchesteru do Port Talbot, storpedowany 24 marca na Morzu Irlandzkim. Śmierć poniosło 2 członków załogi.
W czasie ostatniego, szóstego, patrolu u wybrzeży Francji, 16 sierpnia 1918 roku, przy przylądku Gris Nez w departamencie Pas-de-Calais UB-103 został zatopiony. Zginęła cała, 37-osobowa, załoga. Istnieją rozbieżności dotyczące okoliczności zatopienia okrętu. Jedna z wersji mówi o trafieniu UB-103 przez bombę lotniczą oraz o ostrzelaniu przez uzbrojony kuter rybacki. Najbardziej prawdopodobną jest inna: okręt tracący olej po uszkodzeniu przez minę morską, został zauważony przez brytyjski sterowiec SSZ 1, który przekazał informacje o położeniu wrogiego okrętu do dryftera „Young Crow”. Dryfter zrzucił ładunki głębinowe w miejscu oznaczonym przez plamy oleju. Nikt z załogi UB-103 nie ocalał.
Dowodzone przez Hundiusa okręty zatopiły w sumie 69 statków o łącznej pojemności 96 741 BRT, jeden okręt oraz uszkodziły osiem jednostek o łącznej pojemności 14 442 BRT.
1 października 1938 roku imieniem Paula Hundiusa została nazwana nowo utworzona flotylla okrętów podwodnych Kriegsmarine – 6. Unterseebootsflottille "Hundius". Także jego nazwiskiem została nazwana jedna z baterii broniąca wejścia do portu w Ostendzie.